# ハイジャック (映画)
『ハイジャック』（原題：Skyjacked）は、1972年制作のアメリカ合衆国のパニック・サスペンス映画。ジョン・ギラーミン監督、チャールトン・ヘストン主演。

## あらすじ
ハンク・オハラ機長の操縦するボーイング707型機が、ロサンゼルス国際空港からミネアポリスに向けて飛び立った。だがまもなく、機内の手洗いの鏡に「機内爆弾 アンカレッジヘ針路を変えろ」と口紅で書かれているのが見つかる。飛行機は何者かの手でハイジャックされたのだ。
オハラは犯人の要求に従い進路をアンカレッジヘ変更、吹雪の中で何とか着陸するが、軍や警察が待ち構えているのを目撃した犯人は、今度はモスクワ行きを要求してくる。

## キャスト
| 役名                         | 俳優                   | 日本語吹替 |
| 役名                         | 俳優                   | フジテレビ版                                                                                                  |
| ---------------------------- | ---------------------- | --- |
| ヘンリー“ハンク”・オハラ機長 | チャールトン・ヘストン | 納谷悟朗 |
| ジェローム・K・ウェバー      | ジェームズ・ブローリン | 西沢利明 |
| アンジェラ・サッチャー       | イヴェット・ミミュー   | 片山真由美 |
| サム・アレン副操縦士         | マイク・ヘンリー       | 小林修 |
| ジョン                       | ケン・スウォフォード   | 仲村秀生 |
| ブラウン                     | ルーズベルト・グリア   | 内海賢二 |
| ベン・プーゾ軍曹             | クロード・エイキンス   | |
| クララ・ショー               | ジーン・クレイン       | |
| リンドナー上院議員           | ウォルター・ピジョン   | |
| エリー・ブルースター         | スーザン・デイ         | |
| ハリエット・スティーヴンス   | マリエット・ハートレイ | |
| ラヴジェイ・ウェルズ         | レスリー・アガムズ     | |
|                              | ロス・エリオット       | |
|                              | ニコラス・ハモンド     | |
| 不明 その他                  |                        | 宮川洋一 富田耕生 北浜晴子 宮内幸平 安原義人 林明子 江家礼子 上田敏也 浅井淑子 平林尚三 加藤正之 日比野美佐子 |
|                              |                        | |
| 演出                         | 演出                   | 斎藤敏夫 |
| 翻訳                         | 翻訳                   | 飯嶋永昭 |
| 効果                         |                        | |
| 調整                         | 調整                   | 山田太平 |
| 制作                         | 制作                   | 東北新社 |
| 解説                         | 解説                   | 高島忠夫 |
| 初回放送                     | 初回放送               | 1976年10月29日 『ゴールデン洋画劇場』                                                                         |